# امین سامی
امین سامی (۱۸۵۷ – ۶ فوریه ۱۹۴۱) (امین سامی بن محمدحسن … البرادعی) تاریخ‌نگار مصری و از پیشگامان آموزش نوین در مصر بود. از مدرسه هندسهٔ قاهره فارغ‌التحصیل شد، به آموزگاری پرداخت. عضو مجلس سنای مصر شد. آموزش در مصر، تقویم نیل، نام‌های فرمانروایان مصر و مدت حکومتشان، النفحات العباسیة فی المبادیء الحسابیة از آثار اوست.